# Sverre Hansen (actor)
Sverre Hansen (24 de agosto de 1919 – 21 de octubre de 1995) fue un actor noruego, conocido por su papel del jefe de estación Flagge en el programa televisivo Jul i skomakergata.

## Biografía
Nacido en Bergen, Noruega, Hansen debutó en 1945 en el Studioteatret, en el cual trabajó hasta el año 1950. Formó parte del Det Nye Teater entre 1951 y 1952, del Folketeatret en 1952–1959, del Teatro nacional de Oslo en 1960–1961, 1968–1974 y 1977–1989, y del  Fjernsynsteatret en 1961–1968 y 1974–197. Entre sus papeles figuran el de Mosca en Volpone, varios en obras de Molière, y el de Tiresias en Las bacantes, de Eurípides. Para el cine hizo diferentes papeles de reparto, actuando en cintas como Ni liv (1957),  Ugler i mosen (1959), o Eggs (1995), película en la cual él y Kjell Stormoen recibieron un Premio Amanda.
Sverre Hansen falleció en 1995.

## Filmografía
- 1996 : Gåten Knut Hamsun
- 1996 : Gåten Knut Hamsun (TV)
- 1995 : Kristin Lavransdatter
- 1995 : Eggs
- 1994 : Vestavind (TV)
- 1993 : Kalle och änglarna
- 1993 : Fortuna (TV)
- 1989 : Viva Villaveien!
- 1987 : På stigende kurs
- 1980 : At dere tør!
- 1979 : Jul i skomakergata
- 1978 : Formynderne
- 1978 : John Gabriel Borkman (TV)
- 1975 : Min Marion
- 1970 : Balladen om mestertyven Ole Høiland
- 1970 : One Day in the Life of Ivan Denisovich
- 1970 : Selma Brøter (TV)
- 1970 : Operasjon V for vanvidd
- 1969 : Taxi (TV)
- 1969 : Frøken Rosita (TV)
- 1969 : Huset på grensen (TV)
- 1968 : I fjelldalens skygge (TV)
- 1968 : Hennes meget kongelige høyhet
- 1968 : Det lykkelige valg (TV)
- 1967 : Cocktail party (TV)
- 1966 : Sult
- 1966 : Nederlaget (TV)
- 1965 : Frydenberg (TV)
- 1962 : Stompa & Co
- 1961 : Hans Nielsen Hauge
- 1959 : Ugler i mosen
- 1959 : Støv på hjernen
- 1959 : Herren og hans tjenere
- 1957 : Ni liv
- 1953 : Skøytekongen
- 1950 : To mistenkelige personer